# Jürgen Schlegel
Jürgen Schlegel (ur. 3 października 1940 w Gdańsku) – wschodnioniemiecki bokser, dwukrotny medalista mistrzostw Europy.
Walczył w kategorii półciężkiej (do 81 kg) oraz w ciężkiej (ponad 81 kg). Wystąpił w wadze półciężkiej we wspólnej reprezentacji Niemiec na igrzyskach olimpijskich w 1964 w Tokio, gdzie po wygraniu jednej walki przegrał w ćwierćfinale z późniejszym mistrzem olimpijskim Cosimo Pinto z Włoch.
Później walczył w reprezentacji NRD. Zdobył brązowy medal w wadze ciężkiej na mistrzostwach Europy w 1967 w Rzymie, gdzie po wygraniu dwóch walk przegrał w półfinale Peterem Boddingtonem z Anglii. Na letnich igrzyskach olimpijskich w 1968 w Meksyku odpadł w ćwierćfinale wagi półciężkiej po porażce z późniejszym triumfatorem Danasem Pozniakasem z  ZSRR. Zdobył brązowy medal w wadze półciężkiej na mistrzostwach Europy w 1969 w Bukareszcie po zwycięstwie w ćwierćfinale z Lucjanem Krepsem i porażce w półfinale z Ionem Moneą z Rumunii.
Schlegel był mistrzem NRD w wadze półciężkiej w latach 1964, 1965 i 1968-1970.